# No Time Like the Past
"No Time Like the Past" is een aflevering van de Amerikaanse televisieserie The Twilight Zone. Het scenario werd geschreven door Rod Serling.

## Plot

### Opening
Exit one Paul Driscoll, a creature of the 20th century. He puts to a test a complicated theorem of space-time continuum, but he goes a step further, or tries to. Shortly, he will seek out three moments of the past in a desperate attempt to alter the present- one of the odd and fanciful functions in a shadowland known as the Twilight Zone.
— Rod Serling

### Verhaal
Een man genaamd Paul Driscoll gebruikt zijn pas uitgevonden tijdmachine in een poging een aantal gruwelijke gebeurtenissen uit het verleden te veranderen.
In zijn pogingen probeert hij de bevolking van Hiroshima te waarschuwen voor de naderende atoombom, Adolf Hitler te vermoorden voordat deze aan de macht kan komen en de koers van de RMS Lusitania te veranderen zodat deze niet getorpedeerd zal worden tijdens de Eerste Wereldoorlog. Elke poging faalt echter en de gebeurtenissen vinden gewoon plaats.
Uiteindelijk trekt Paul de conclusie dat het verleden niet veranderd kan worden. Hij besluit zich in het jaar 1881 te vestigen, in het plaatsje Homeville, om daar een rustig leven te leiden. Die avond ziet hij een kar langsrijden en realiseert zich dat deze kar een kerosinelamp bij zich draagt die het begin zal vormen van een grote brand. Ondanks zijn eerder getrokken conclusie probeert hij weer in te grijpen. Maar ook nu loopt zijn plan mis en in zijn poging de brand te voorkomen, veroorzaakt hij hem juist.
Paul keert terug naar zijn eigen tijd en neemt zich voor nooit meer een poging te ondernemen het verleden te veranderen.

### Slot
Incident on a July afternoon, 1881. A man named Driscoll who came and went, and in the process, learned a simple lesson, perhaps best said by a poet named Lathbury, who wrote: 'Children of yesterday, heirs of tomorrow/what are you weaving? Labour and sorrow?/Look to your looms again, faster and faster/Fly the great shuttles prepared by the master/Life's in the loom/Room for it, room.' Tonight's tale of clocks and calendars.... in the Twilight Zone.
— Rod Serling

## Rolverdeling
- Dana Andrews: Paul Driscoll
- Patricia Breslin: Abigail Sloan
- Robert F. Simon: Harvey
- Robert Cornthwaite: Hanford
- Malcolm Atterbury: Professor Eliot
- Marjorie Bennett: Mrs. Chamberlain
- John Zaremba: Horn Player

## Trivia
- Robert Cornthwaite keerde in deze aflevering weer terug in "The Twilight Zone", na eerder te hebben meegespeeld in Showdown with Rance McGrew.
- Malcolm Atterbury verscheen eerder in de aflevering Mr. Denton on Doomsday.